# 晶体学

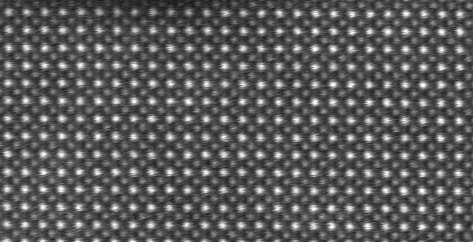
结晶固体：钛酸锶的原子分辨率图像。 较亮的原子是锶，而较暗的原子是钛。

晶体学，又称结晶学（英語：Crystallography），是一门以确定固体中原子（或离子）排列方式为目的的实验科学。“晶体学”一词原先仅指对各种晶体性质的研究，但随着人们对微观尺度上的认识加深，其词义已大大扩充。
在X射线衍射晶体学提出之前（介绍见下文），人们对晶体的研究主要集中于晶体的点阵几何上，包括测量各晶面相对于理论参考坐标系（晶体坐标轴）的夹角，以及建立晶体点阵的对称关系等。夹角的测量用测角仪完成。每个晶面在三维空间中的位置用它们在一个立体球面坐标“网”上的投影点（一般称为投影“极”）表示。坐标网的又根据不同取法分为Wolff网和Lambert网。将一个晶体的各个晶面对应的极点在坐标网上画出，并标出晶面相应的密勒指数，最终便可确定晶体的对称性关系。
现代晶体学研究主要通过分析晶体对各种电磁波束或粒子束的衍射图像来进行。辐射源除了最常用的X射线外，还包括电子束和中子束（根据德布罗意理论，这些基本粒子都具有波动性，参见条目波粒二象性），可以表现出和光波类似的性质）。晶体学家直接用辐射源的名字命名各种标定方法，如X射线衍射（常用英文缩写XRD），中子衍射和电子衍射。
以上三种辐射源与晶体学试样的作用方式有很大区别：X射线主要被原子（或离子）的最外层价电子所散射；电子由于带负电，会与包括原子核和核外电子在内的整个空间电荷分布场发生相互作用；中子不带电且质量较大，主要在与原子核发生碰撞时（碰撞的概率非常低）受到来自原子核的作用力；与此同时，由于中子自身的自旋磁矩不为零，它还会与原子（或离子）磁场相互作用。这三种不同的作用方式适应晶体学中不同方面的研究。

## 基本理论
普通显微成像的原理是利用光学透镜组汇聚来自待观测的物体的可见光，进行多次成像放大。然而，可见光的波长通常要远大于固体中化学键的键长和原子尺度，难以与之发生物理光学作用，因此晶体学观测学要选择波长更短的辐射源，如X射线。但一旦使用短波长辐射源，就意味着传统的“显微放大”和“实像拍摄”方法将不能（或难以）应用到晶体学研究中，因为自然界没有材料能制造出可以汇聚短波长射线的透镜。所以要研究固体中原子或离子（在晶体学中抽象成点阵）的排列方式，需要使用间接的方法——利用晶格点阵排列的空间周期性。
晶体具有高度的有序性和周期性，是分析固体微观结构的理想材料。以X射线衍射为例，被某个固体原子（或离子）的外层电子散射的X射线光子太少，构成的辐射强度不足以被仪器检测到。但由晶体中满足一定条件（布拉格定律的多个晶面上的原子（或离子）散射的X射线由于可以发生相长干涉，将可能构成足够的强度，能被照相底片或感光仪器所记录。

## 各种表示方法
- 晶体中的晶向用方括号括起的三个最小互质坐标值来标出，譬如：[100]；
- 在对称操作中等价的一组晶向称为晶向族，用尖括号括起的三个最小互质坐标值来标出，譬如{\displaystyle <100>}。在正方晶系中，上述晶向族中包含的晶向有{\displaystyle [100],[010],[001],[{\bar {1}}00],[0{\bar {1}}0],[00{\bar {1}}]}六个晶向；
- 晶面的密勒指数用圆括号括起，如(100)。在正方晶系中，(hkl) 晶面垂直于 [hkl] 晶向；
- 与晶向族的定义类似，在对称操作中等价的一组晶面称为晶面族，用花括号括起，如{100} 。

## 实验技术
晶体学研究的某些材料，如蛋白质，在自然状态下并非晶体。培养蛋白质或类似物质晶体的典型过程，是将这些物质的水溶液静置数天、数周甚至数月，让它通过蒸发、扩散而结晶。通常将一滴溶有待结晶物质分子、缓冲剂和沉淀剂的水溶液置于一个放有吸湿剂的密封容器内，随着水溶液中的水慢慢蒸发，被吸湿剂吸收，水溶液浓度缓慢增加，溶质就可能形成较大的结晶。如果溶液的浓度增加速度过快，析出的溶质则为大量取向随机的微小颗粒，难以进行研究。
晶体获得后，便可以通过衍射方法对其进行研究。尽管当今许多大学和科研单位均使用各种小型X射线源进行晶体学研究，但理想的X射线源却是通常体积庞大的同步加速器（同步辐射光源）。同步辐射X射线波谱宽、强度和准直度极高，应用于晶体学研究可大大提高精确度和研究效率。
从晶体的衍射花样推测晶体结构的过程称为衍射花样的标定，涉及较繁琐的数学计算，常常要根据和衍射结果的比较对模型进行反复的修改（该过程一般称为modeling and refinement）。在这个过程中，晶体学家要计算出可能晶格结构的衍射花样，并与实际得到的花样进行对比，综合考虑各种因素后进行多次筛选和修正，最终选定一组（通常不止一种）与实验结果最大程度吻合的猜测作为推测的结果。这是一个异常繁琐的过程，但如今由于电脑的广泛应用，标定工作已经大大简化了。
除上述针对晶体的衍射分析方法外，纤维和粉末也可以进行衍射分析。这类试样虽然没有单晶那样的高度周期性，但仍表现出一定的有序度，可利用衍射分析得到其内部分子的许多信息。譬如，DNA分子的双螺旋结构就是基于对纤维试样的X射线衍射结果的分析而提出，最终得到验证的。

## 应用

### 在材料科学中的应用
晶体学是材料科学家常常使用的研究工具。若所要研究物质为单晶体，则其原子排布结构直接决定了晶体的外形。另外，结晶材料的许多物理性质都极大地受到晶体内部缺陷（如杂质原子、位错等等）的影响，而研究这些缺陷又必须以研究晶体结构作为基础。在多数情况下，研究的材料都是多晶体，因此粉末衍射在确定材料的微观结构中起着极其重要的作用。
除晶体结构因素外，晶体学还能确定其他一些影响材料物理性质的因素。譬如：粘土中含有大量细小的鳞片状矿物颗粒。这些颗粒容易在自身平面方向作相对滑动，但在垂直自身平面的方向则极难发生相对运动。这些机制可以利用晶体学中的织构测量进行研究。
晶体学在材料科学中的另一个应用是物相分析。材料中不同化学成分或同一种化学成分常常以不同物相的形式出现，每一相的原子结构和物理性质都不相同，因此要确定或涉及材料的性质，相分析工作十分重要。譬如，纯铁在加热到912℃时，晶体结构会发生从体心立方（body-centered cubic，简称bcc）到面心立方（face-centered cubic，简称fcc）的相转变，称为奥氏体转变。由于面心立方结构是一种密堆垛结构，而体心立方则较松散，这解释了铁在加热过912℃后体积减小的现象。典型的相分析也是通过分析材料的X射线衍射结果来进行的。
晶体学理论涉及各种空间点阵对称关系的枚举，因此常需借助数学中的群论进行研究。参见对称群。

### 在生物学中的应用
X射线晶体学是确定生物大分子，尤其是蛋白质和核酸（如DNA、RNA）构象的主要方法。DNA分子的双螺旋结构就是通过晶体学实验数据发现的。1958年，科学家（Kendrew, J.C. et al.）首次通过研究生物大分子的晶体结构，利用X射线分析方法得到了肌红蛋白分子的空间模型（Nature 181, 662–666）。 如今，研究人员已建立起了蛋白质数据库（蛋白質資料庫，PDB），将已测明的蛋白质和其他生物大分子的结构供人们免费查询。利用蛋白质结构分析软件RasMol或Pymol，还可对生物分子结构数据进行可视化。
中子射线晶体学可以与X射线晶体学互补，获得X射线晶体学中经常缺失的生物大分子氢原子位置的信息。
电子晶体学应用在某些蛋白质，如膜蛋白和病毒壳体蛋白结构的研究中。

## 相关科学家
- 威廉·阿斯特伯里（1898-1961）
- 约翰·德斯蒙德·伯纳尔（1901-1971）
- 唐·克雷格·威利（Don Craig Wiley）
- 勒内·朱斯特·阿维（1743—1822）
- 威廉·哈洛斯·密勒（William Hallowes Miller）
- 奥古斯特·布拉菲
- 威廉·亨利·布拉格
- 威廉·劳伦斯·布拉格
- 格伦·h·布朗（Glenn H. Brown）
- 罗伯特·胡贝尔
- 多萝西·克劳福特·霍奇金
- 马克斯·佩鲁茨
- 伊莎贝拉·卡乐（Isabella Karle，1921-2017）